# Strigopagurus elongatus
Strigopagurus elongatus is een tienpotigensoort uit de familie van de Diogenidae. De wetenschappelijke naam van de soort is voor het eerst geldig gepubliceerd in 1995 door Forest.